# Thiên hoàng Kōtoku
Thiên hoàng Hiếu Đức (孝徳天皇 (Hiếu Đức Thiên hoàng)/ こうとくてんのう Kōtoku-Tennō, 596 – 24 tháng 11, năm 654) là vị Thiên hoàng thứ 36 trong lịch sử Nhật Bản, theo Danh sách Thiên hoàng truyền thống.
Ông cầm quyền từ năm 645 đến năm 654, tổng 9 năm.
Theo sách Nhật Bản Thư Kỷ, ông là một vị Thiên hoàng hiền hậu và có thiện cảm với Phật giáo. Ông là vị Thiên hoàng đã thực hiện cuộc Cải cách Taika, khiến cho lịch sử Nhật Bản bước qua một giai đoạn hoàn toàn mới. Cơ cấu Bát tỉnh bách quan (八省百官, Hasshō kyakkan) cũng được thiết lập lần đầu tiên dưới triều của ông.

## Trị vì
Trước khi lên ngôi, Hiếu Đức Thiên hoàng có tên thật (imina) là Karu (軽; Kinh), nên hay gọi là Kinh hoàng tử (軽皇子; Karu no Ōji).
Ông là hậu duệ của Mẫn Đạt Thiên hoàng, con trai của Mao Đình vương (茅渟王) và Cát Bị Cơ vương (吉備姫王), và là em trai của Hoàng Cực Thiên hoàng.

### Lên ngôi
Ông trị vì từ ngày 12 tháng 7 năm 645, sau khi chị ông là Hoàng Cực Thiên hoàng thoái vị sau sự kiện ám sát Soga no Iruka (蘇我入鹿; Tô Ngã Nhập Lộc) của Nakatomi Kamatari (中臣鎌足; Trung Thần Liêm Túc) và Hoàng tử Naka no Ōe.
Khi Hoàng Cực Thiên hoàng thoái vị, bà chủ định nhường cho Hoàng tử Naka no Ōe, nhưng Naka no Ōe lại từ chối ngôi báu và đề nghị Thiên hoàng nhường ngôi cho ông.
Như vậy, Kinh hoàng tử trở thành Thiên hoàng kế vị, chính thức lên ngôi (sokui).
Vào năm 645, ông lập ra một thành phố mới tại một vùng đất được gọi là Naniwa, và dời đô từ tỉnh Yamato và thành phố mới này (xem thêm bài Nara). Kinh đô mới có hải cảng và thuận lợi cho việc buôn bán với người nước ngoài và những hoạt động ngoại giao.
Năm 653, Thiên hoàng gửi một phái bộ sứ thần sang Trung Quốc để tiếp kiến hoàng đế nhà Đường. Trên đường đi, tất cả những con thuyền của các sứ thần bị đắm, vì thế họ không đến được Trung Quốc.
Khi lên kế vị, Hiếu Đức Thiên hoàng phong Hoàng tử Naka no Ōe làm Hoàng thái tử, và trở thành vị lãnh đạo trên thực tế của triều đình Nhật. Năm 653, khi Naka no Ōe đề nghị dời đô về tỉnh Yamato như cũ, Hiếu Đức Thiên hoàng từ chối. Dẫu vậy, Naka no Ōe không thèm đếm xỉa tới lệnh của Thiên hoàng mà tự tiện dời tới tỉnh Yamato. Hoàng hậu Giang Nhân hoàng nữ cùng nhiều triều thần đã theo chân Naka no Ōe về tỉnh Yamato. Thiên hoàng bị bỏ lại tại Hoàng cư.
Năm 654, ngày 24 tháng 11, Hiếu Đức Thiên hoàng lâm bệnh và băng hà, hưởng thọ khoảng 58 tuổi, với 9 năm trị vì Nhật Bản. Sau khi ông mất, Thái tử Naka no Ōe không lên nối ngôi, mà mẹ của Thái tử và cũng là chị gái của Hiếu Đức Thiên hoàng, Cựu Hoàng Cực Thiên hoàng lên ngôi, sử gọi bà với tên Tề Minh Thiên hoàng.

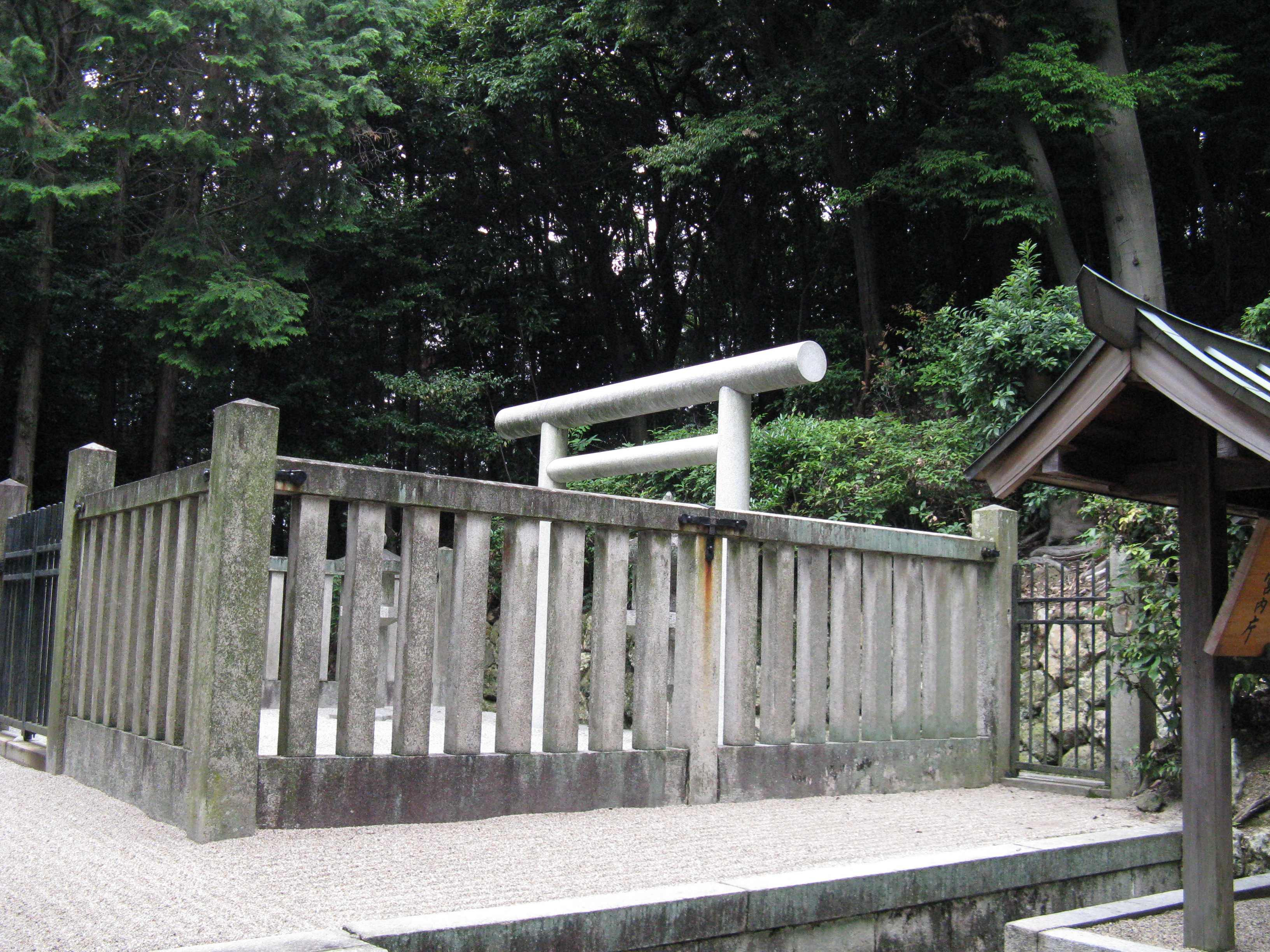
Miếu thờ Thần đạo và lăng mộ tưởng niệm vinh danh Hiếu Đức Thiên hoàng.

Ông được an táng tại Đại Phản Ki Trường lăng (大坂磯長陵). Vị trí của lăng mộ Hiếu Đức Thiên hoàng hiện tại  được chỉ định chính thức tại một miếu thờ Thần đạo ở Osaka.

### Công khanh
Công khanh (公卿; Kugyō) là thuật ngữ chung, chỉ một số nhân vật có quyền lực lớn nhất gắn liền với triều đình Thiên hoàng Nhật Bản trước thời kỳ Minh Trị.
Tổng quan, Công khanh thường chỉ bao gồm từ ba đến bốn người. Họ là những triều thần có tôn ti, trở thành quan to trong triều nhờ kinh nghiệm và thân thế của mình. Dưới triều Hiếu Đức Thiên hoàng, những chóp bu kiểu này của Thái chính quan (太政官; Daijō-kan) bao gồm:
- Tả đại thần: Abe no Kurahashimaro (阿部倉梯麻呂; A Bộ Thương Thê Ma Lữ; ?-649), kiêm nhiệm 645 - 649[12].
- Tả đại thần: Kose no Tokoda (巨勢徳太; Cự Thế Đức Thái; 593 - 658), kiêm nhiệm 649 - 658[12].
- Hữu đại thần: Soga no Kura no Yamada no Ishikawa no Maro (蘇我倉山田石川麻呂; Tô Ngã Thương Sơn Điền Thạch Xuyên Ma Lữ; ? - 649), kiêm nhiệm 645 - 649[12].
- Hữu đại thần: Ōtomo no Nagatoko (大伴長徳; Đại Bạn Trường Đức; ? -651), kiêm nhiệm 649 - 651[12].
- Nội đại thần: Fujiwara no Kamatari (藤原鎌足; Đằng Nguyên Liêm Túc; 614 - 669), kiêm nhiệm 645 - 669[12].

## Các niên hiệu
Trong thời gian trị vì của mình, Hiếu Đức Thiên hoàng đã đặt những niên hiệu (Nengō), và là vị Thiên hoàng đầu tiên sử dụng chế độ niên hiệu. Thời đại của ông có 2 niên hiệu:
- Đại Hóa (大化; 645-650).
- Bạch Trĩ (白雉; 650-655).

## Phả hệ
Hiếu Đức Thiên hoàng là hậu duệ của Mẫn Đạt Thiên hoàng. Ông là con trai của Mao Đình vương (茅渟王) và Cát Bị Cơ vương (吉備姫王). Mao Đình vương là con trai của Hoàng tử Áp Phản Ngạn Nhân Đại Huynh hoàng tử (押坂彦人大兄皇子, おしさかのひこひとのおおえのみこ), con trai của Mẫn Đạt Thiên hoàng và Hoàng hậu Quảng Cơ (廣姬, ひろひめ). Mẹ ông là Cát Bị Cơ vương, con gái của Hoàng tử Sakurawi (桜井皇子, さくらい の みこ), con trai thứ của Khâm Minh Thiên hoàng và Kiên Diêm viện (堅鹽媛, きたしひめ), theo đó Cát Bị Cơ vương là cháu gọi Dụng Minh Thiên hoàng là chú và Thôi Cổ Thiên hoàng là cô.
Ông có ít nhất là 3 người vợ, trong số đó có Hoàng hậu của ông, Gian Nhân hoàng nữ (間人皇女; ? - 665), con gái của Thư Minh Thiên hoàng và chị ông là Hoàng Cực Thiên hoàng.
Ngoài ra, ông còn có các phi tần khác:
- A Bộ Tiểu Túc viện (阿部小足媛, おたらしひめ), con gái của Abe no Kurahashimaro:
  - Hoàng tử Arima (有間皇子, ありまのみこ; 640-658).
- Tô Ngã Nhũ Nương (蘇我乳娘,), con gái của Soga no Kura no Yamada no Ishikawa no Maro.